# Ceratostylis koniguruensis
Ceratostylis koniguruensis är en orkidéart som beskrevs av Paul Ormerod. Ceratostylis koniguruensis ingår i släktet Ceratostylis och familjen orkidéer. Inga underarter finns listade i Catalogue of Life.